# Ban Hyo-jin
Ban Hyo-jin (반효진?; Daegu, 20 settembre 2007) è una tiratrice a segno sudcoreana.

## Carriera
Cresciuta praticando taekwondo, comincia a dedicarsi al tiro a segno solo nel 2021 a 13 anni. Nel 2023 partecipa ai campionati giovanili asiatici, vincendo un argento a squadre, l'anno seguente si iscrive ai trials olimpici coreani per fare esperienza e gareggiare contro tiratori più esperti, ma a sorpresa vince la competizione garantendosi la partecipazione a Parigi 2024 nella carabina da 10 metri ad aria compressa sia individuale che a squadre.
Il 28 luglio 2024, a 16 anni, si laurea campionessa olimpica nella carabina 10 metri aria compressa battendo allo shoot-off la diciassettenne cinese Huang Yuting per solo 0,1 punti, dopo che le due tiratrici avevano chiuso la sessione di tiri a 251,8 punti, nuovo record olimpico della specialità.

## Palmarès
- Giochi olimpici

Parigi 2024: oro nella Carabina da 10 metri aria compressa